# David Kertzer
David Israel Kertzer (New York, 20 febbraio 1948) è un antropologo e storico statunitense, leader accademico americano specializzato nella storia politica, demografica e religiosa d'Italia.

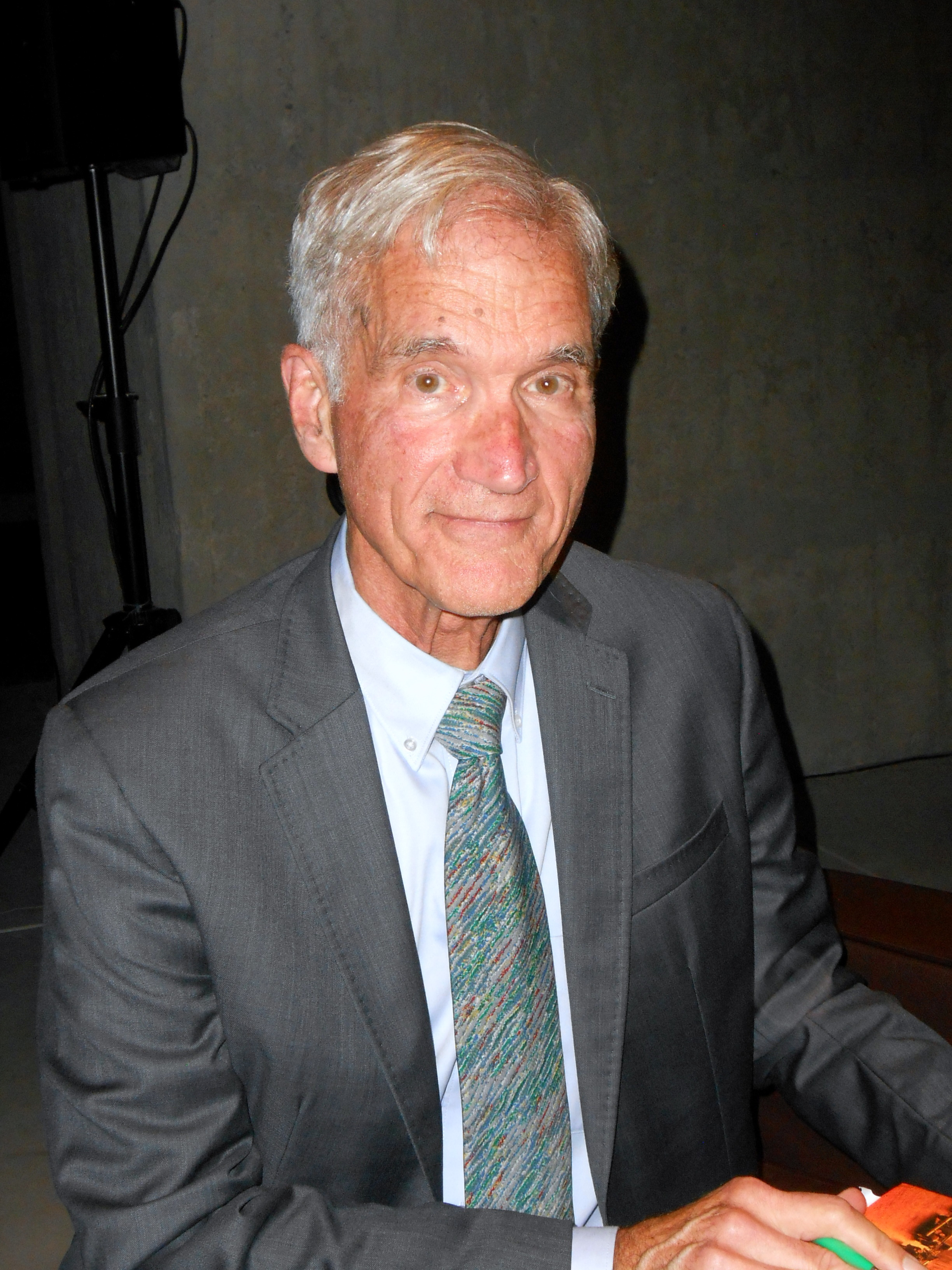
David I. Kertzer il 3 novembre 2022 al Memoriale della Shoah di Milano alla presentazione del suo libro "Un Papa in Guerra"

È il Paul Dupee, professore universitario di scienze sociali, professore di antropologia e professore di studi italiani alla Brown University. Il suo libro The Pope and Mussolini: The Secret History of Pius XI and the Rise of Fascism in Europe (2014) ha vinto il Premio Pulitzer per la biografia e autobiografia nel 2015.

## Biografia
Il padre di David Kertzer, Morris Kertzer, era un rabbino. Arruolato nell'esercito americano, prese parte allo sbarco delle forze alleate in Italia all'inizio del 1944. Ad aprile presiedeva un seder pasquale per le truppe ebraiche. Ha officiato i funerali di oltre cento soldati ebrei. Il 4 giugno entra a Roma e incontra il rabbino Eugenio Zolli.
Si è laureato alla Brown University nel 1969. Ha conseguito il dottorato in antropologia presso la Brandeis University nel 1974 e ha insegnato al Bowdoin College fino al 1992. Quell'anno è entrato a far parte della facoltà della Brown University come professore di antropologia e storia.
Patrocinato dalla Commissione Fulbright USA-Italia, nel 1978 è stato Senior Lecturer presso l'Università di Catania e nel 2000, Chair presso l'Università di Bologna. Nel 2001 ha lasciato il posto alla Brown come professore di storia ed è stato nominato professore di studi italiani. Nel 2005 è stato eletto membro dell'American Academy of Arts and Sciences. Dal 1 luglio 2006 al 30 giugno 2011 Kertzer ha servito come Provost alla Brown.
Kertzer è autore di numerosi libri e articoli su politica e cultura, storia sociale europea, demografia antropologica, storia sociale italiana del XIX secolo, società e politica italiane contemporanee oltre che storia delle relazioni del Vaticano con gli ebrei e lo Stato italiano. Il suo libro, The Kidnapping of Edgardo Mortara, è stato finalista per il National Book Award in Nonfiction nel 1997. Il suo The Popes Against the Jewish, pubblicato nel 2001, è stato descritto dalla Harvard Theological Review come "uno dei libri più acclamati dalla critica e controversi del suo genere e generazione." Il libro analizza le relazioni tra lo sviluppo della Chiesa cattolica e la crescita dell'antisemitismo europeo nel XIX e XX secolo, sostenendo che il Vaticano e diversi papi hanno contribuito attivamente a fertilizzare il terreno ideologico che ha portato all'Olocausto. Il lavoro ha prodotto intense discussioni tra gli studiosi di storia europea e gli storici della Chiesa cattolica.
Il lavoro successivo, The Pope and Mussolini: The Secret History of Pius XI and the Rise of Fascism in Europe (2014), ha esaminato le prove documentali dagli archivi vaticani, sostenendo che papa Pio XI abbia svolto un ruolo significativo nel sostenere l'ascesa del fascismo e di Benito Mussolini in Italia, ma non della Germania nazista. Il libro ha vinto il Premio Pulitzer per la biografia o l'autobiografia nell'aprile 2015.
Nel 2020, dopo decenni di pressioni, gli archivi vaticani sono stati aperti ai ricercatori, e David Kertzer è stato tra i primi a accedervi. Al momento della morte di Pio XII, nel 1958, tutti i documenti del suo pontificato erano stati chiusi al pubblico. Proprio perché si era vietato agli studiosi di consultarli, molte questioni erano rimaste prive di risposta, rendendo Eugenio Pacelli uno dei Papi più controversi della storia. Utilizzando migliaia di documenti inediti, nel suo libro Un papa in guerra. La storia segreta di Mussolini, Hitler e Pio XII, pubblicato in anteprima mondiale nel maggio del 2022, Kertzer ha scoperto l'esistenza di negoziati segreti tra Hitler e Pio XII appena poche settimane prima del conclave. Lo storico ed antropologo americano ha anche dimostrato in quale misura Mussolini facesse affidamento sulle istituzioni religiose italiane per ottenere un forte consenso popolare in vista della guerra, e in che modo Hitler e Mussolini riuscirono a influenzare il pontefice a loro vantaggio. Ma soprattutto, secondo Kertzer, nonostante avesse le prove irrefutabili dello sterminio in atto degli ebrei, Pio XII non denunciò mai le atrocità naziste, poiché preferì abdicare al ruolo di guida morale piuttosto che mettere a rischio il potere della Chiesa. Del tutto inedita è la rivelazione, suffragata da una quantità di documenti, che attraverso gli organi di stampa e la rete parrocchiale Pio XII sostenne fortemente l'intervento in guerra dell'Italia al fianco della Germania.. Il libro ha ricevuto critiche da parte del quotidiano cattolico Avvenire e dallo storico Daniele Menozzi sul quotidiano dehoniano online "Settimana news" perché considerato poco obiettivo nei confronti del pontefice.

## Riconoscimenti e premi
- 1969: Phi Beta Kappa, magna cum laude, Brown University
- 1972–1973: Woodrow Wilson Dissertation Fellow
- 1978: Fulbright Senior Lecturer, University of Catania, Italy, winter–spring
- 1982–1983: Fellowship, Center for Advanced Study in the Behavioral Sciences, Stanford
- 1986–1987: Guggenheim Fellowship
- 1995–1996: National Endowment for the Humanities Fellowship
- Fall 1999: American Academy in Rome, Department of Education Professor
- May–June 2000: Fellowship, Rockefeller Foundation Study Center, Bellagio, Italy
- Spring 2000: Fulbright Chair, University of Bologna
- 2005: Elected Fellow, American Academy of Arts and Sciences
- 2015: Pulitzer Prize for Biography or Autobiography
- 2015–2016: Rome Prize for Modern Italian Studies[13]

### Premi letterari
- 1985: Marraro Prize (Society for Italian Historical Studies) per il miglior lavoro nella categoria Storia italiana nel 1984 per Family Life in Central Italy.
- 1991: Marraro Prize (Society for Italian Historical Studies) per il miglior lavoro nella categoria Storia italiana nel 1989 per Family, Political Economy, and Demographic Change.[14]
- 1997: National Jewish Book Award in the Jewish-Christian Relations category per The Kidnapping of Edgardo Mortara[15]

### Altri
- 1997: National Book Award per Nonfiction for The Kidnapping of Edgardo Mortara.
- 2002: Mark Lynton Prize per History for The Popes Against the Jews.

## Opere
- Comrades and Christians: Religion and Political Struggle in Communist Italy, New York: Cambridge University Press, 1980.
- Family Life in Central Italy, 1880–1910: Sharecropping, Wage Labor and Coresidence, New Brunswick: Rutgers University Press, 1984.
- Riti e simboli del potere (Ritual, Politics and Power, 1988), traduzione di V. Giacopini, Collezione Sagittari n.22, Roma-Bari, Laterza, 1989, ISBN 978-88-420-3343-1.
- Famiglia, economia e società. Cambiamenti demografici e trasformazione della vita a Casalecchio di Reno (1861-1921) (Family, Political Economy, and Demographic Change: The Transformation of Life in Casalecchio, Italy, 1861–1921, 1989), con Dennis Hogan, a cura di Massimo Marcolin, Collana Ricerca, Bologna, Il Mulino, 1991, ISBN 978-88-150-3168-6.
- Sacrificed for Honor: Italian Infant Abandonment and the Politics of Reproductive Control, Boston: Beacon Press, 1993.
- Politics and Symbols: The Italian Communist Party and the Fall of Communism, New Haven: Yale University Press, 1996.
- Prigioniero del Papa Re (The Kidnapping of Edgardo Mortara, 1997), traduzione di G. Moro e Brunello Lotti, Collana Storica, Milano, Rizzoli, 1996, ISBN 978-88-173-3026-8.
- I Papi contro gli ebrei. Il ruolo del Vaticano nell'ascesa dell'antisemitismo moderno (The Popes Against the Jews: The Vatican’s Role in the Rise of Modern Anti-Semitism, 2001), traduzione di Maria Barbara Piccioli e Sergio Mancini, Collana Saggi stranieri, Milano, Rizzoli, 2001, ISBN 978-88-178-6947-8. - Collana Saggi, Milano, Garzanti, 2023, ISBN 978-88-110-0871-2.
- Prigioniero del Vaticano. Pio IX e lo scontro tra la Chiesa e lo Stato italiano (Prisoner of the Vatican: The Pope’s Plot to Capture Italy from the New Italian State, 2004), traduzione di G. Giri, Collana Storica, Milano, Rizzoli, 2005, ISBN 978-88-170-0308-7.
- La sfida di Amalia. La lotta per la giustizia di una donna nella Bologna dell'Ottocento (Amalia’s Tale: a Peasant’s Fight for Justice in 19th Century Italy, 2008), traduzione di D. Giusti, Collana Saggi stranieri, Milano, Rizzoli, 2010, ISBN 978-88-170-4595-7.
- Il patto col diavolo. Mussolini e Papa Pio XI. Le relazioni segrete fra il Vaticano e l'Italia fascista (The Pope and Mussolini: The Secret History of Pius XI and the Rise of Fascism in Europe, 2014), traduzione di L. Clausi, Collana Saggi stranieri, Milano, Rizzoli, 2014, ISBN 978-88-170-7220-5.
- Il Papa che voleva essere Re. 1849: Pio IX e il sogno rivoluzionario della Repubblica romana (The Pope Who Would Be King: The Exile of Pius IX and the Emergence of Modern Europe, 2018), traduzione di P. Lucca, Collana Saggi, Milano, Garzanti, 2019, ISBN 978-88-116-0561-4.
- Un Papa in guerra. La storia segreta di Mussolini, Hitler e Pio XII (A Pope at War. The Secret History of Mussolini, Hitler and Pius XII, 2022), traduzione di P. Lucca e G. Frare e S. Caraffini, Collana Saggi, Milano, Garzanti, 2022, ISBN 978-88-110-0384-7.